# Ognéville
Ognéville ist eine französische Gemeinde mit 91 Einwohnern (Stand: 1. Januar 2022) im Département Meurthe-et-Moselle in der Region Grand Est (vor 2016 Lothringen). Sie gehört zum Arrondissement Nancy und zum Kanton Meine au Saintois.

## Geografie
Ognéville in der Landschaft Saintois liegt etwa 26 Kilometer südsüdwestlich von Nancy.
Umgeben wird Ognéville von den Nachbargemeinden Hammeville im Norden, Vézelise im Nordosten, Vroncourt im Südosten, Étreval und Thorey-Lyautey im Süden, Lalœuf im Südwesten sowie Vitrey im Nordwesten.

## Bevölkerungsentwicklung
| Jahr                       | 1962 | 1968 | 1975 | 1982 | 1990 | 1999 | 2006 | 2019 |
| Einwohner                  | 137  | 129  | 115  | 128  | 119  | 116  | 126  | 96   |
| Quellen: Cassini und INSEE |      |      |      |      |      |      |      |      |

## Sehenswürdigkeiten
- Kirche Saint-Blaise, 1834 wieder errichtet

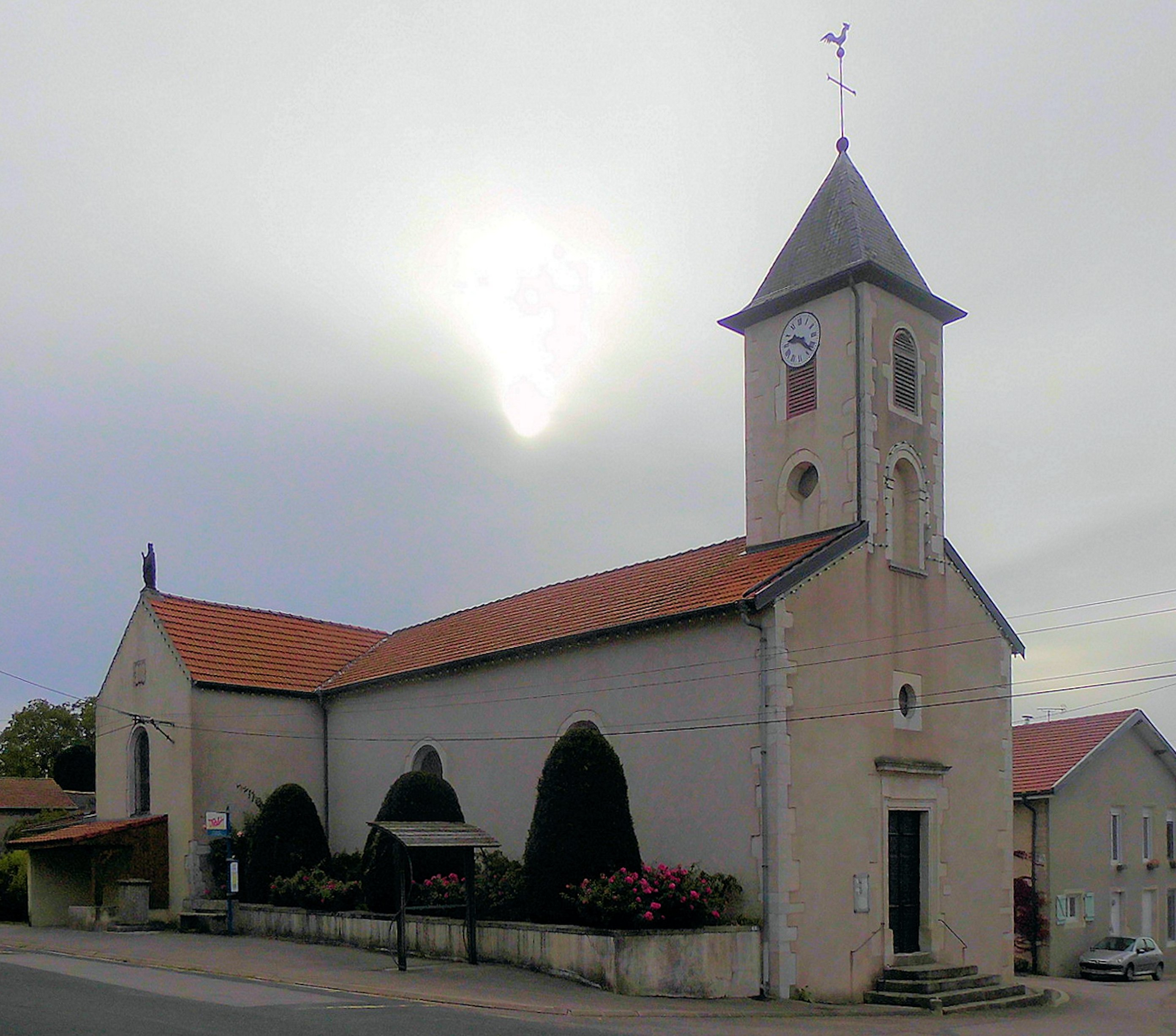
Kirche Saint-Blaise